# Catoptria daghestanica
Catoptria daghestanica là một loài bướm đêm trong họ Crambidae.